# Hongwei
Der Stadtbezirk Hongwei (chinesisch 宏伟区, Pinyin Hóngwěi Qū) ist ein Stadtbezirk der bezirksfreien Stadt Liaoyang in der nordostchinesischen Provinz Liaoning. Er hat eine Fläche von 164,2 km² und zählt  142.491 Einwohner (Stand: Zensus 2020).

## Administrative Gliederung
Auf Gemeindeebene setzt sich der Stadtbezirk aus vier Straßenvierteln und einer Großgemeinde zusammen. 